# Camilla Battista da Varano
Santa Camilla Battista da Varano (Camerino, 9 aprile 1458 – Camerino, 31 maggio 1524) è stata una religiosa, mistica e umanista italiana.
È stata proclamata beata da papa Gregorio XVI il 7 aprile 1843 e successivamente santa da papa Benedetto XVI il 17 ottobre 2010.

## Biografia

### Origini
Camilla da Varano nacque a Camerino il 9 aprile 1458. Figlia naturale del signore e condottiero Giulio Cesare da Varano e della nobildonna Cecchina di Mastro Iacopo, venne introdotta alla vivace vita di corte nel ducato di Camerino e qui formata alle lettere, alla musica, all'arte, alla lingua latina e alla cultura umanistica, entrando in contatto con alcune delle famiglie nobili più importanti del periodo, come gli Sforza di Milano, i da Montefeltro di Urbino, i Malatesta di Rimini e i Trinci di Foligno.
Accanto alla formazione umanistica e letteraria Camilla ricevette a palazzo una profonda educazione religiosa da parte della madre adottiva Giovanna Malatesta (1443-1511) dei signori di Rimini, già terziaria francescana e sposa legittima di Giulio Cesare da Varano.

### Vocazione e ingresso in Monastero a Urbino
Nel 1466 iniziò un vero e proprio percorso spirituale a seguito delle predicazioni del Vicario provinciale dell’Osservanza marchigiana Fra Domenico da Leonessa e all'invito a «versare almeno una lacrimuccia» ogni venerdì in segno di partecipazione spirituale e personale alla Passione di Cristo.
Successivamente, tra profondi contrasti interiori e nuovi propositi alimentati da una rinnovata spiritualità, prese avvio un importante rapporto di discepolato tra Camilla e alcuni frati francescani dell'Osservanza minoritica marchigiana, al punto che lo studioso Giacomo Boccanera la definì «creatura dell'Osservanza Francescana».
Nel 1479 fa voto di castità e matura la decisione di entrare in monastero: decisivo è in tal senso l'ascolto della predica del frate minore osservante Francesco da Urbino.
Nel 1481 entra nel Monastero delle Sorelle Povere di Santa Chiara a Urbino, dove segue l'originaria regola di Santa Chiara prendendo il nome religioso di suor Battista.
Seguendo la preliminare suggestione di fra Domenico da Leonessa in merito alla Passione di Cristo all'inizio del suo percorso spirituale, suor Battista ne fece l'oggetto specifico della sua spiritualità, con risvolti importanti nella sua successiva produzione letteraria.

### Il ritorno a Camerino
Nel 1484 suor Battista fece ritorno a Camerino su pressione del padre Giulio Cesare da Varano. L’antico monastero degli Olivetani di Santa Maria Nova in Camerino fu così ceduto alle Clarisse, e a partire dal 1493 suor Battista vi fu più volte eletta badessa.

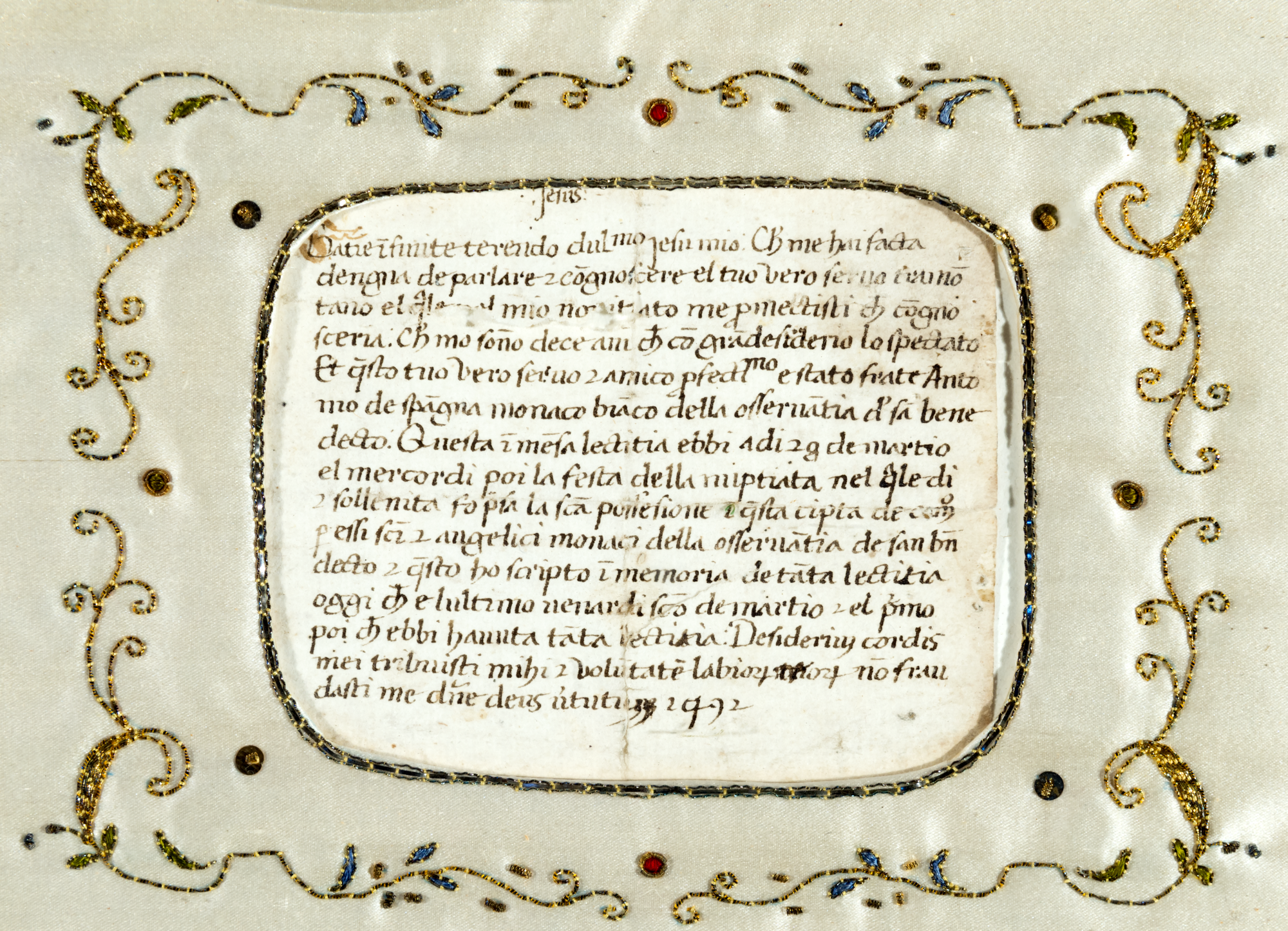
Memoria autografa di suor Battista da Varano, nella quale, rivolgendosi a Cristo, gioisce per aver incontrato il suo padre spirituale Antonio da Segovia, olivetano, 31 marzo 1492

In coincidenza con il ritorno a Camerino nel 1484 avvenne l’incontro spirituale con la figura di fra Pietro da Mogliano, successore a fra Domenico da Leonessa nella carica di Vicario Provinciale degli Osservanti nelle Marche che scelse come confessore e guida spirituale. L’approccio alla spiritualità di fra Pietro da Mogliano condizionò profondamente la riflessione teologica di suor Battista, come si evince dalla profondità della sua produzione letteraria del periodo.
In seguito alla morte nel 1490 di fra Pietro da Mogliano, il 28 marzo 1492 avvenne il primo incontro con l’olivetano Antonio di Segovia, suo successivo direttore spirituale e confessore. A conferma del legame spirituale con il monaco spagnolo resta l’autografo della cosiddetta  Memoria dell’Olivetano Antonio di Segovia (Spagna), conservato presso il Monastero di Camerino, nel quale la religiosa definisce il monaco «vero servo et amico perfettissimo» di Cristo.

### L'esilio
Nel 1501 la scomunica papale emessa da papa Alessandro VI Borgia nei confronti del padre Giulio Cesare da Varano determinò l’esilio di suor Battista, che trovò rifugio nel monastero delle Clarisse di Atri, negli anni 1502-1503.
Ad Atri – sotto la protezione dei duchi d’Acquaviva – fu raggiunta dalla triste notizia dell’uccisione del padre e di tre fratelli.

### La rifondazione dei monasteri
Il successivo rientro a Camerino agli inizi del 1504 fu momentaneamente interrotto dall’iniziativa promossa da papa Giulio II, che designò suor Battista – «maestra di vita religiosa francescana» - come riformatrice di sedi monastiche.
In tal senso va letto il trasferimento a Fermo nel 1505 per formare nella regola di santa Chiara una comunità locale di monache, e può essere interpretato il successivo spostamento a San Severino Marche nel 1521-1522, dove suor Battista si adoperò per raccogliere elemosine per il monastero di Camerino e per istruire e formare nella Regola di santa Chiara le monache della città, che nel 1519 erano passate dalla regola del III Ordine francescano regolare a quella del II Ordine.

### Gli ultimi anni
Gli ultimi anni della vita di suor Battista sono poveri di notizie dirette di cronaca, ad eccezione del suo intervento a favore di un condannato a morte documentato da un atto notarile.
Il 31 maggio 1524 suor Battista morì a Camerino durante un’epidemia di peste.

### Esperienze mistiche
Nella Vita Spirituale suor Battista racconta le sue esperienze mistiche, che si dividono orientativamente in due tipi: il primo coinvolge immagini reali, il secondo immagini simboliche. Nel primo caso la religiosa ha delle visioni che possono essere paragonate a immagini reali o a iconografie codificate. Nel secondo caso, l’immagine simbolica resta invece impressa nel suo corpo, nella sua mente, a seguito di un contatto diretto con Gesù, che in più occasioni passa nella sua anima. Mentre nel primo caso la visione è il frutto dell'estasi, ovvero dell’uscita dell'anima della religiosa dal corpo, nel secondo caso l’immagine simbolica resta dentro di lei come l’effetto di un’esperienza simile alla possessione divina (inabitazione).

Tra le visioni del primo tipo, legate ad esperienze estatiche, è possibile annoverare quella provocata dal canto di una lauda che, insieme a sora Costanzia, aveva cominciato a intonare di fronte al focolare, mentre l’una filava e l’altra cuciva:
La suora racconta dunque di essere caduta in deliquio proprio a seguito del canto polifonico di una lauda, le cui parole incitano a guardare i luoghi delle stimmate: mane (le mani), pei (i piedi), lato (il lătŭs latino, il fianco, il costato). La prima immagine vista da suor Battista è una Pietà (Vesperbild), ovvero la Vergine che tiene tra le sue braccia il figlio morto. Alla visione si aggiunge poi la percezione uditiva e durante l’estasi suor Battista sente anche le voci lacrimose della Vergine, della Maddalena, di San Giovanni e delle altre Marie. Attraverso questa dimensione sonora, l'immagine si allarga e si trasforma nella tradizionale iconografia del Compianto su Cristo morto. Questa visione sembra essere dunque modellata su immagini realmente esistenti, note e familiari, che vivono nella mente della suora e si riattivano durante l’esperienza mistica. Suor Battista descrive anche i lamenti che sente durante l'estasi, le quali non annullano le voci reali delle sorelle che cercano di rianimarla, ma queste ultime svaniscono del tutto quando aumentano le grida di dolore della Vergine.
Sempre nella Vita Spirituale suor Battista racconta un'esperienza mistica che coinvolge invece immagini simboliche, le quali si formano nella sua mente a causa di un contatto diretto con Gesù. Dopo aver ascoltato una predica sull'Annunciazione, recitata dal francescano osservante fra Francesco da Urbino, suor Battista racconta di aver fatto un voto alla Vergine, mettendosi in attesa di sentire la stessa scintilla che Maria aveva sentito nell'Annunciazione. Quando finalmente Dio passa nella sua anima, chiamandola alla consacrazione, proprio come aveva fatto con la Vergine, la religiosa afferma: «per darme certo segno che esso era stato nell’anima mia, me lassò tre vernanti e odoriferi gigli». Questi tre gigli hanno per suor Battista un preciso significato simbolico, che la religiosa spiega nel testo: il primo è «uno odio del mondo», il quale le sembra solo un inferno; il secondo è «una cordiale umiltà», cioè la convinzione d’essere la massima peccatrice; il terzo «uno infocato desiderio de mal patire» come aveva sofferto Cristo. I tre gigli, che rappresentano le componenti fondamentali della sua vita spirituale, sono descritte come il lascito di un contatto diretto con Cristo passato dentro di lei. Queste immagini simboliche possono essere dunque considerate “immagini mentali” che funzionano come imagines agentes, "immagini della memoria", efficaci strumenti mnemonici che servono a colpire l’animo del lettore e a facilitare la memorizzazione di un contenuto o di un insegnamento. L'immagine dei tre gigli con la scritta "Ave Maria Gratia Plena" compare tra gli stalli del coro del monastero e diviene un attributo iconografico della santa, presente in molti suoi ritratti.

## Culto
Il 7 aprile 1843 papa Gregorio XVI ne approvò il culto dichiarandola Beata, mentre papa Benedetto XVI la dichiarò santa il 17 ottobre 2010, chiudendo così il processo di canonizzazione avviato da papa Leone XIII il 19 dicembre 1878.
Nel 1877 una bambina di Camerino affetta da rachitismo guarì miracolosamente dopo essere stata condotta per tre giorni consecutivi presso l'urna della santa.
Il culto della santa è attestato anche nella diocesi di Filadelfia - negli Stati Uniti d'America - con l'istituzione di una confraternita a lei dedicata e la successiva titolazione di un altare nella cattedrale cittadina.
Attualmente, a seguito del terremoto del 2016, le spoglie di Santa Camilla Battista da Varano sono custodite ed esposte al culto nella chiesa del nuovo monastero in legno adiacente all’antico monastero di Camerino.

## Opere letterarie
Nei secoli XV e XVI sono molte le puellae licteratae provenienti da ceti aristocratici ed entrate nei monasteri di clarisse. Erano giovani donne che conoscevano il latino, il greco, la letteratura sacra e profana, la filosofia e la teologia, che sapevano scrivere in versi e in volgare, consuete alla musica e alle arti. Suor Battista da Varano non fa eccezione. La sua fervente attività letteraria, iniziata precocemente durante il noviziato ad Urbino nel 1483 con I Ricordi di Gesù, è contrassegnata da un'intensa vivacità intellettuale e culturale. Ne è ulteriore riprova il suo stile e la sua scrittura: conviviale, emotiva, a tratti ironica e in continua comunicazione con l'altro, umano e divino.
Alla luce degli studi più recenti, lo status questionis degli scritti di santa Camilla Battista da Varano continua ad essere interessato da problematiche connesse allo studio dei testimoni manoscritti apocrifi e di dubbia attribuzione. Ciononostante, in attesa di edizioni critiche ed indagine bibliografiche e filologiche più approfondite, è comunque possibile stilare un elenco delle opere della santa camerte.
Scritti storico-autobiografici
- Il felice transito del beato Pietro da Mogliano

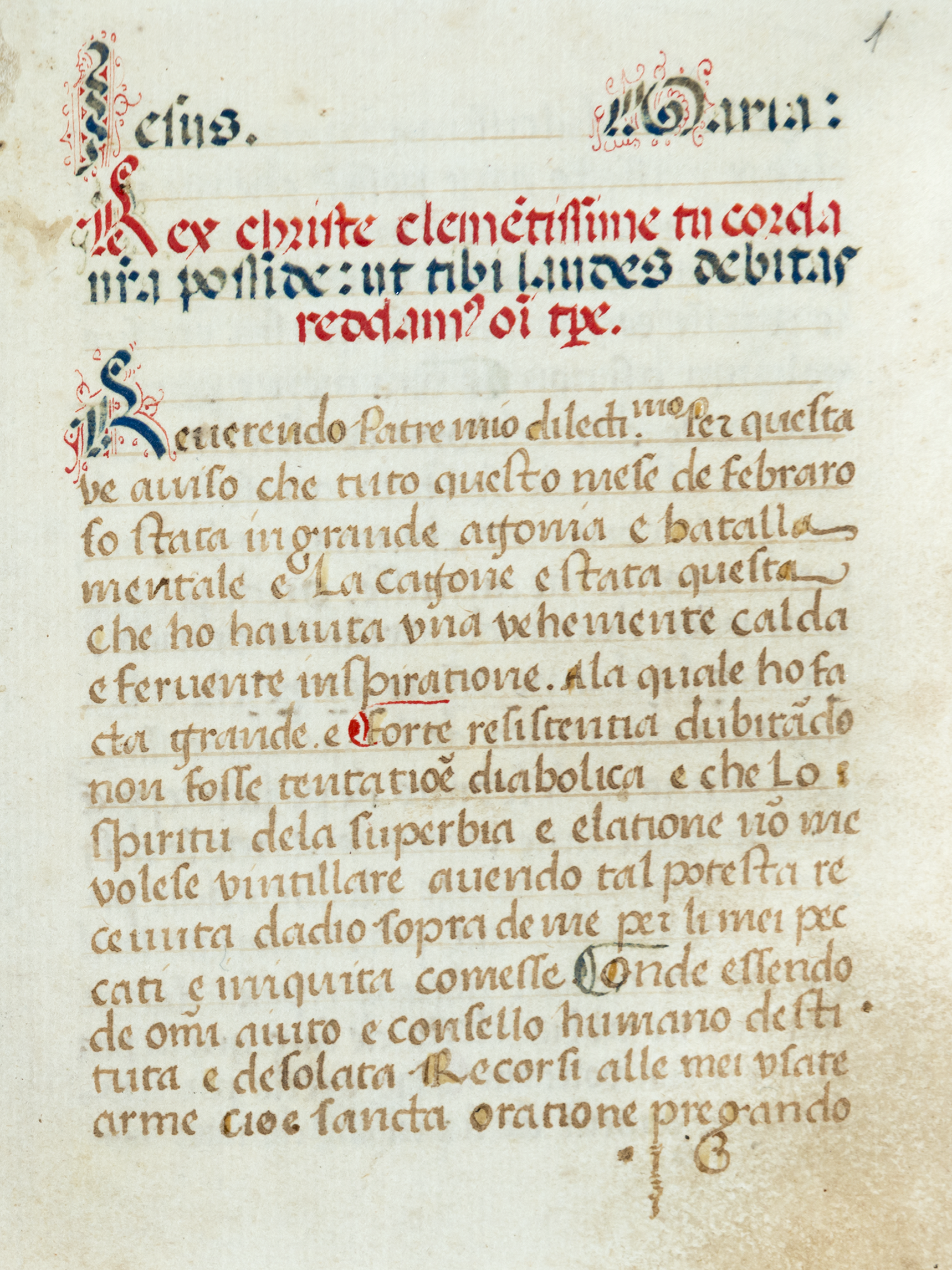
Manoscritto del 1491 della Vita Spirituale.

L'importanza che ebbe fra Pietro da Mogliano nell'esperienza formativa di suor Battista da Varano è testimoniata dall'opera Il felice transito del beato Pietro da Mogliano, composta nel 1491, e narrante gli ultimi ventitré giorni di vita di fra Pietro, dal 2 al 25 luglio 1490. Dedicata a Elisabetta Gonzaga duchessa di Urbino, la meticolosità e il rigore storico-filologico alla base di questa "memoria" la rendono una dei documenti più importanti per la ricostruzione del profilo anagrafico e spirituale del santo moglianese.
- Memoria dell'olivetano Antonio da Segovia
- Vita spirituale

Al 1491 risale lo scritto autobiografico La vita spirituale, incentrato sulla sua conversione. Il testo è diviso in due parti: la vita nel mondo, dalla nascita all'ingresso in monastero il 14 ottobre 1481, e la vita nel chiostro fino al 1491. La riflessione che la Varano fa su se stessa e sulla chiamata di Dio è indirizzata a fra Domenico da Leonessa che ella riconosce come «origine, principio e fondamento» della sua vita spirituale.

### Trattati e rivelazioni
- I ricordi di Gesù
- I dolori mentali di Gesù

Lo scritto più noto e conosciuto della Varano è I dolori mentali di Gesù, composto dall'agosto al 13 settembre 1488 e dedicato al suo padre spirituale fra Pietro da Mogliano. Al centro della trattazione vi sono gli otto dolori mentali provati da Cristo durante la Passione: il primo causato dalle anime dannate che prima di morire non si pentirono dei propri peccati; il secondo dagli eletti, ovvero dalle colpe dei credenti pentiti; terzo motivo di sofferenza fu l'agonia della Madre; il quarto fu quello della Maddalena; il quinto quello degli Apostoli; il sesto dolore fu generato dal tradimento di Giuda; il settimo e l'ottavo rispettivamente dall'ingratitudine del popolo giudaico e di tutte le creature. L’opera, considerata una delle testimonianze ascetiche più importante della santa camerte, riflette la sua figura di mistica e contemplativa. Il successo di questo lavoro è testimoniato dalle traduzioni in francese, tedesco, inglese.
- Le Istruzioni al discepolo

Da ricordare anche il breve trattato intitolato Istruzioni al discepolo, la cui datazione sembra collocarsi al 1501. Il testo si presenta come lunga lettera anonima, scritta in terza persona, in cui una "diletta madre" dispensa ad un anonimo discepolo consigli e moniti sul suo cammino spirituale. Il brano, segnato da continui riferimenti autobiografici della santa, può essere letto come un grande insegnamento spirituale. Tra i temi trattati troviamo: la preghiera e la contemplazione, la vita fraterna, l'amore verso i nemici, la conoscenza di se stessi nella fede, la tentazione e la lotta spirituale. Le Istruzioni sembrano annunciare una nuova fase nella vita della Varano: si invertono i ruoli perché la discepola è ora diventata maestra che restituisce e condivide il cammino evangelico compiuto. Al suo figlio spirituale dice: «Ogni cosa della tua madre ti dico, figliuol mio, per tua consolatione; ma tu che sei prudente imitala in quello che è conveniente, ma li stati della anima tua lassagli permutare a Dio, come ha fatto lei, perché in prima bisogna che sia concha che canale, tu mi intendi. Così pare a me che sia adesso venti anni che la sia stata concha, cioè habia in sé contenuto la gratia prima che sia stata canale, cioè che l'habbia diffusa e discripta ad altri».
- Trattato della purità del cuore

Sul medesimo solco delle Istruzioni si colloca il Trattato della purità del cuore. Realizzato a cavallo tra 1499 e 1501, il racconto personale di suor Battista diviene insegnamento e delinea le principali tappe per giungere alla redenzione attraverso la purità della mente, l'amorosa crocifissione e la volontaria oblazione, ovvero il dono di se stessi.
- Considerazioni sulla Passione di nostro Signore (attribuzione dubbia)

### Lettere
- Lettera ad una suora vicaria
- Lettera a Muzio Colonna
- Lettera a Giovanni da Fano
- Lettera al medico Battista a Pucci

### Preghiere
- Preghiera a Dio e preghiera a Gesù Eucaristia
- Preghiera a Gesù Cristo
- Preghiera alla Vergine
- Novena alla Vergine

### Poesie
- Sonetto a Maria
- Versi per una religiosa
- Lauda della visione di Cristo
- Distici latini a Gesù Crocifisso

## Iconografia

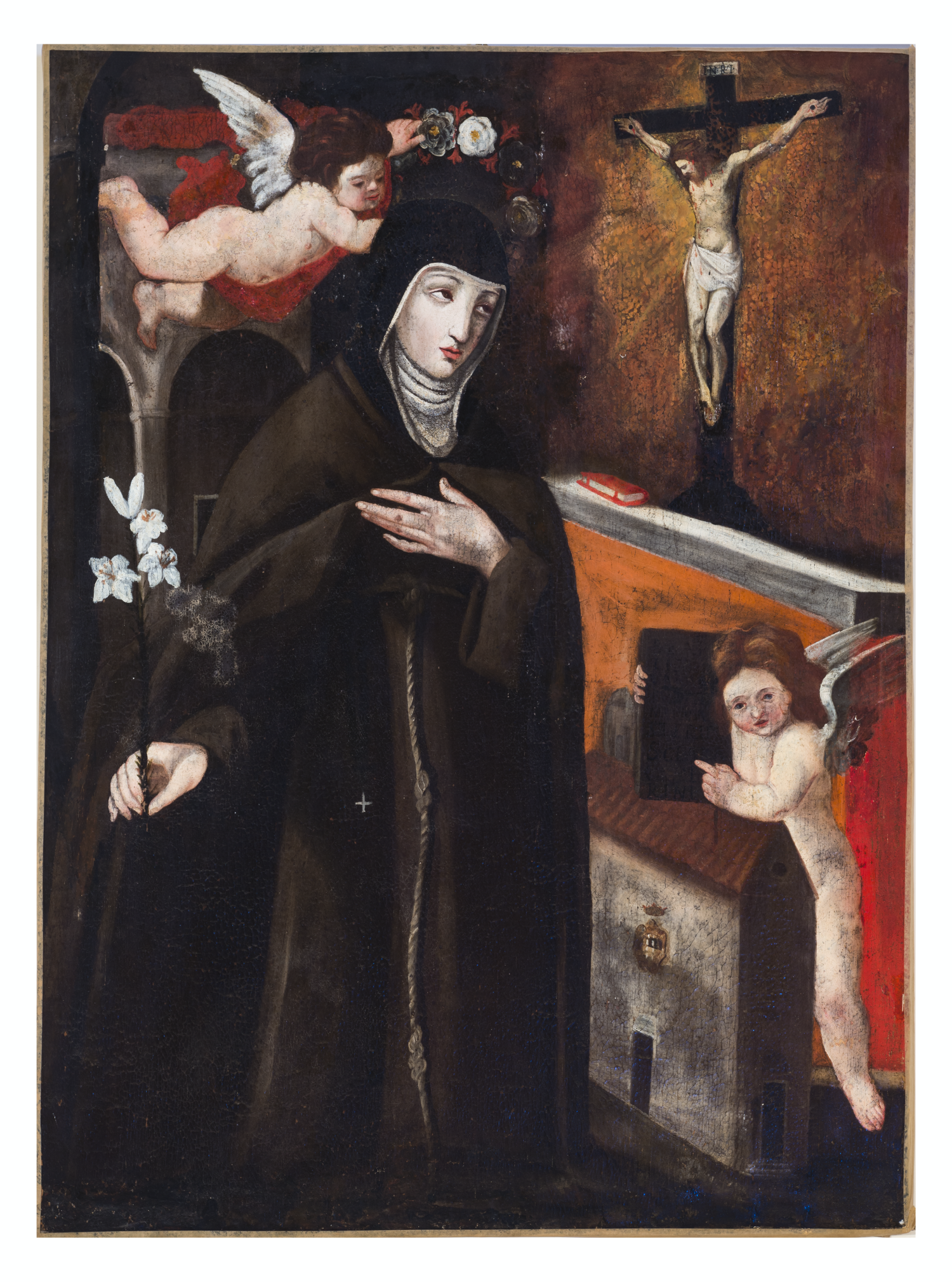
Ritratto di santa Camilla da Varano, olio su tela, Monastero Santa Chiara di Camerino

La fortuna figurativa della santa di Camerino è testimoniata già alla fine del XVI secolo, attraverso dipinti e incisioni, inventariati con qualche imprecisione da Giacomo Boccanera nel 1958.
Quello che viene considerato il primo ritratto di suor Battista è stato realizzato da un pittore marchigiano alla fine del Cinquecento. La religiosa, coronata di fiori da un angelo, è rappresentata inginocchiata davanti ad un crocifisso, elemento centrale nelle sue pratiche devozionali. Mentre sullo sfondo a sinistra si può riconoscere una porzione di chiostro, in primo piano sulla destra un angelo regge il modellino del monastero, raffigurato nelle forme precedenti al sisma del 1799. Ai piedi della santa sono rappresentati anche i tre gigli sbocciati, simbolo della sua vocazione, avvenuta a seguito dell'ascolto di una predica di fra Francesco da Urbino.

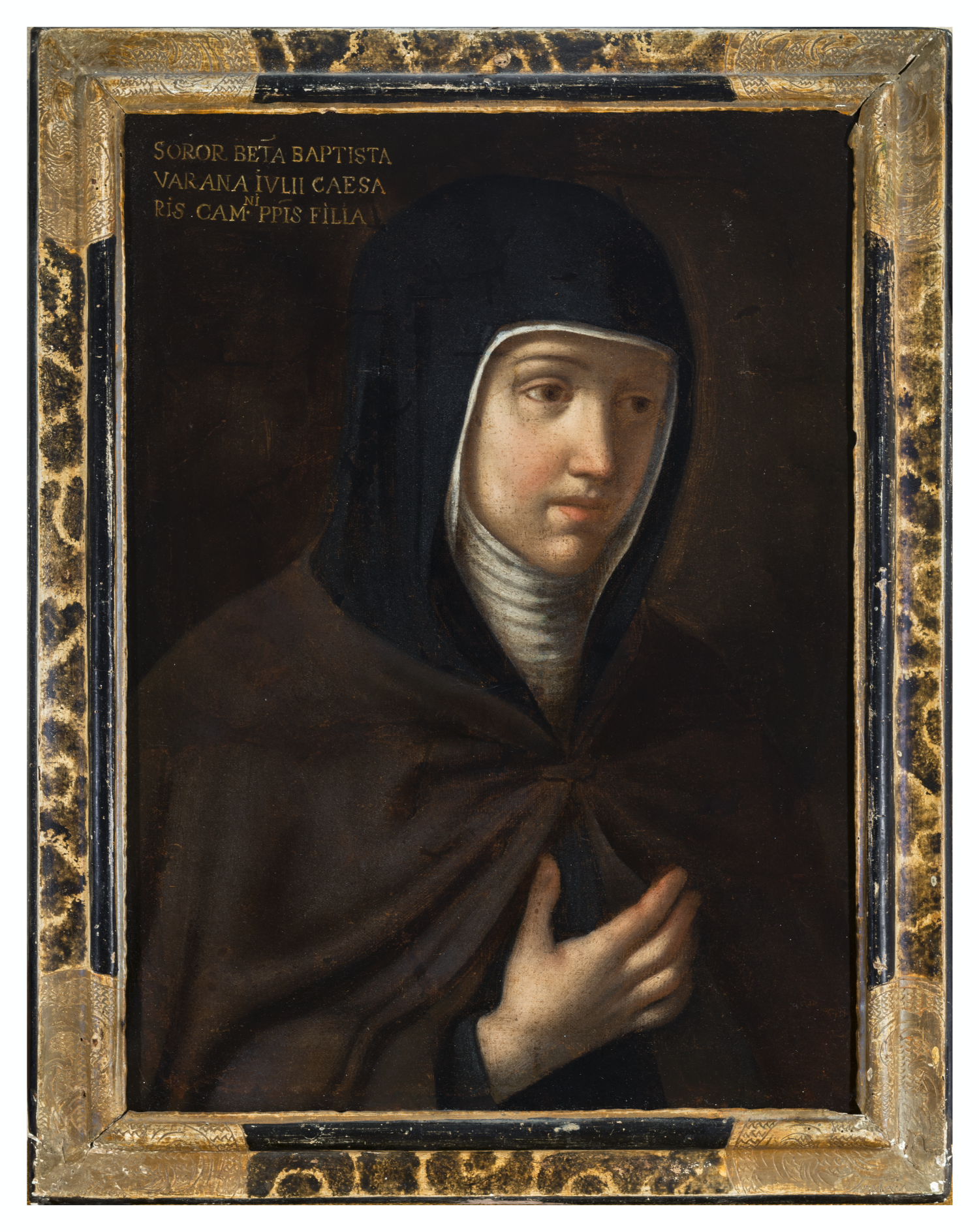
Ritratto di santa Camilla Battista da Varano, olio su tela, Monastero Santa Chiara di Camerino. Iscrizione: OR BETA BAPTISTA VARANA IVLII CAESARIS CAM.PPIS FILLA.

Un altro dipinto raffigurante suor Battista viene normalmente chiamato la Vera Effigie ed è attribuito a un pittore marchigiano. La santa viene rappresentata con l'abito monastico, composto da soggolo bianco, velo nero, mantello marrone, e non mostra alcun attributo.

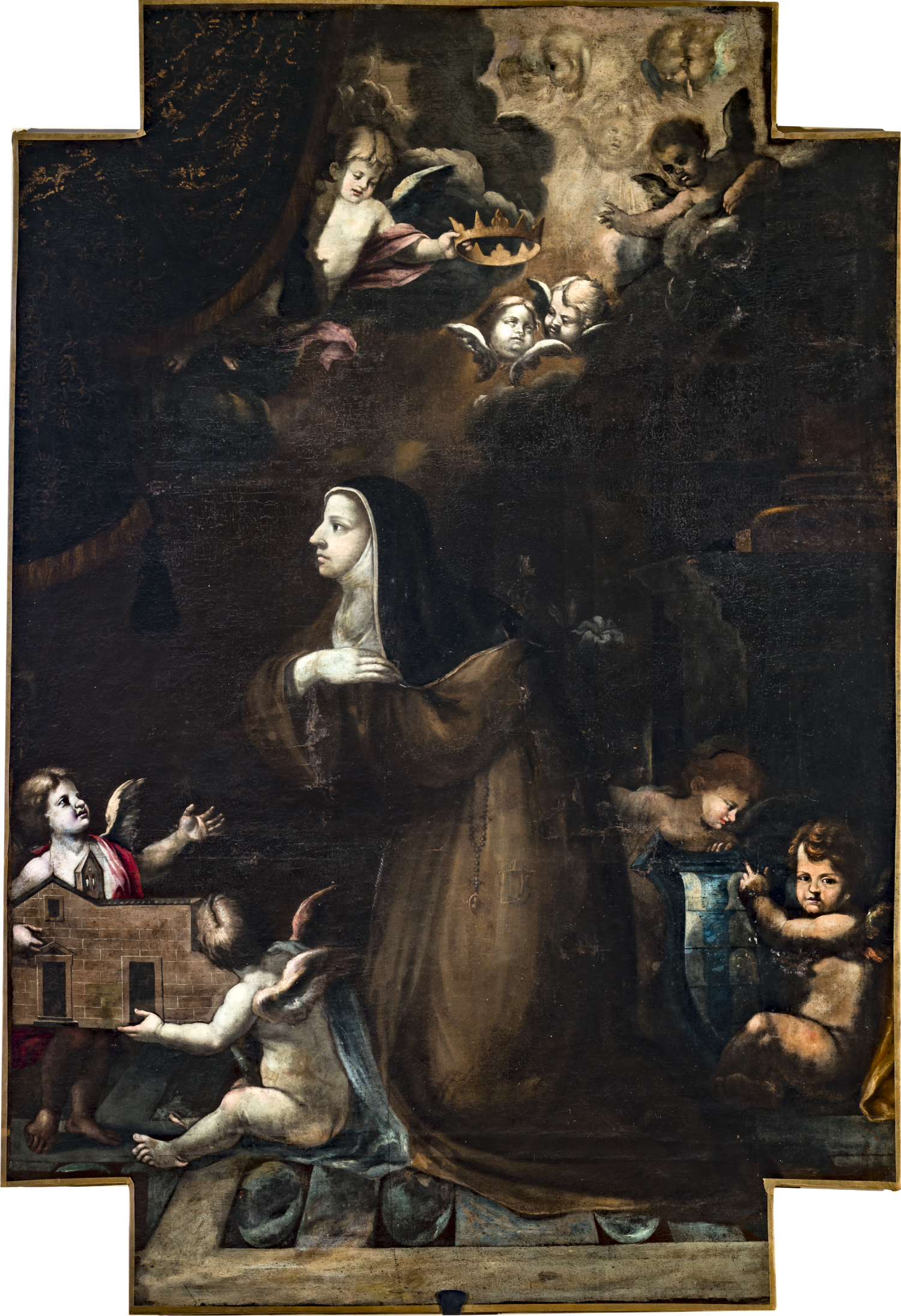
Santa Camilla Battista da Varano in preghiera, olio su tela, Monastero Santa Chiara di Camerino

La prima tela di grandi dimensioni rappresentante suor Battista è databile al XVII secolo. L'immagine è stata realizzata probabilmente per l'altare destro della chiesa di santa Chiara di Camerino, in modo tale che la figura della suora fosse rivolta verso l'altare maggiore dell'edificio. Il dipinto rappresenta la santa in preghiera con le mani sul petto nel gesto dell'umiliazione e tutti gli attributi della religiosa. Attorno a lei sono raffigurati vari angeli: i due in basso a sinistra reggono il modellino del monastero, nelle forme precedenti al terremoto del 1799; quelli alle sue spalle, sulla destra, reggono diversi attributi: uno sorregge lo scudo recante lo stemma dei da Varano, rappresentato per sottolineare la famiglia di provenienza, mentre l'altro tiene i tre gigli della sua vocazione. Nella parte alta della tela, da delle nubi, si affacciano degli angeli, uno dei quali porge a suor Battista una corona dorata.

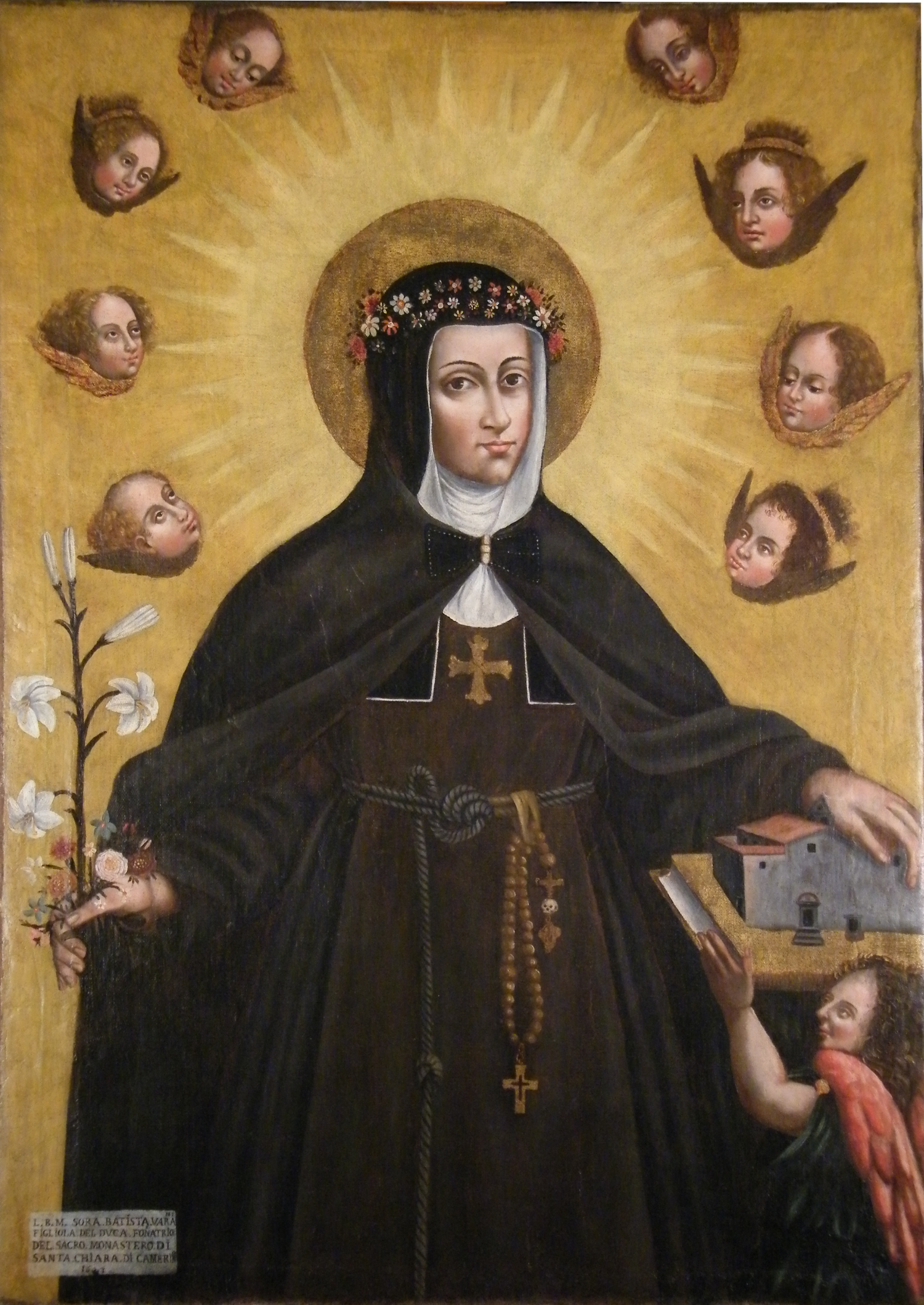
Ritratto di santa Camilla Battista da Varano, olio su tela, Monastero Santa Chiara di Camerino. Iscrizione: L.B.M. SORA BATTISTA. VARANI/ FIGLIOLA. DEL. DVCA. FON(D)ATRICE/ DEL. SACRO. MONASTERO. DI./ SANTA.CHIARA.DI CAMERINO./16(?)3.

In un ritratto del XVII secolo suor Battista viene raffigurata con il nimbo dorato, come se fosse già stata canonizzata, cosa che avvenne nel 2010, ed è circondata da teste di angeli. La tela rappresenta la suora, coronata da fiori che, come una Madonna della Misericordia, con il proprio mantello aperto protegge sulla destra il modellino del monastero di Camerino. Quest'ultimo è poggiato su un libro (sorretto da un angelo), interpretabile come la regola di santa Chiara, che rappresenta idealmente le fondamenta del monastero. Alla vita della suora è legato il cingolo, che si differenzia da quello dei rami maschili dell'Ordine per il numero di nodi: oltre a quelli rappresentanti povertà, castità e obbedienza (comune a tutti i religiosi), se ne aggiunge un quarto annodato alla vita che rappresenta il voto clausura. Dal cingolo pende anche il circulum precatorium, antenato della corona francescana. Nella sua mano destra, la religiosa tiene il ramo con i tre gigli sbocciati. Per realizzare questo quadro il pittore ricorre all'utilizzo della foglia d'oro e della foglia d'argento.
L'ultima immagine in ordine di tempo è lo stendardo ufficiale realizzato nel 2010 da Jerzy Kumala, iconografo ufficiale dell'O.F.M., in occasione della canonizzazione della santa, a conclusione del processo iniziato nel 1843. Sono presenti come attributi: il crocifisso, la corona ducale, lo stemma dei da Varano, la rocca e i libri.

### Fonti
- Battista da Varano Battista, Le opere spirituali, a cura di Giacomo Boccanera, Jesi, Scuola Tipografica Francescana, 1958.
- La purità di cuore: con qual'arte lo Spirito Paraclito si unisca con l'amatori suoi, introduzione, trascrizione in lingua corrente e note a cura di Chiara Giovanna Cremaschi, Milano, Glossa, 2002.
- Battista da Varano Battista, Il felice transito del beato Pietro da Mogliano, a cura di Adriano Gattucci, Firenze, Edizioni del Galluzzo, 2007.
- Battista da Varano Battista, Istruzioni al discepolo, a cura di Massimo Reschiglian, Firenze, Edizioni del Galluzzo, 2017.
- Battista da Varano Battista, Trattato della purità del cuore. De puritate cordis de perfectione religiosorum, a cura di Silvia Serventi, Firenze, Edizioni del Galluzzo, 2019.
- Battista da Varano Battista, Trattato della purità del cuore e altri scritti, a cura di Silvia Serventi, prefazione di Pietro Messa, Fondazione Lorenzo Valla - Arnoldo Mondadori, Milano, 2024.

### Studi
- Aringoli Domenico, La Beata Battista da Varano, Fabriano, per i Tipi del Premiato Stabilimento Tipografico, 1929.
- Bartoli Marco - Cacciotti Alvaro - Cogoni Daniele et al., Dal timore all'amore. L'itinerario spirituale della beata Camilla Battista da Varano, Assisi, Edizioni Porziuncola, 2009.
- Blasucci Antonio, Beata Camilla Battista Varano, in Bibliotheca Sanctorum, XII, Roma 1969, coll. 950-953.
- Boccanera Giacomo, Biografia e scritti della B. Camilla-Battista da Varano, Clarissa di Camerino (1458-1524), in “Miscellanea Francescana”, 57 (1957), pp. 64-94; 230-294; 333-365.
- Boccanera Giacomo, L'Osservanza e la B. Camilla Battista da Varano (1458-1524), in “Picenum Seraphicum”, 12 (1975), pp. 138-159.
- Bracci Silvano, Santa Camilla Battista da Varano. Autobiografia e I Dolori mentali di Gesù nella sua Passione, Ancona, Editrice Shalom, 2010.
- Capriotti Giuseppe, Mental Images, Real Pictures. The Mystical Experience and the Artistic Patronage of Sister Battista da Varano, in “Ikon. Journal of Iconographic Studies”, 6 (2013), pp. 213-224.
- Capriotti Giuseppe, Suor Battista da Varano, le immagini e le visioni, in Devozione Ducale, dipinti del Monastero di Santa Chiara a Camerino, a cura di Pierluigi Moriconi e Stefano Papetti, Monte San Giusto, Comune di Monte San Giusto, 2019, p. 28.
- Capriotti Giuseppe, Un corpo infetto di immagini e suoni. Lamentazioni rituali, statue urlanti e visioni uditive nel Rinascimento, in Ascoltare gli Dèi / Divos Audire. Costruzione e Percezione della Dimensione Sonora nelle Religioni del Mediterraneo Antico, Roma, Quasar, 2015, pp. 129-139.
- Clementi Antonio, La passione di Gesù. Meditazioni sulle opere di Santa Camilla Battista da Varano. Breve introduzione alla teologia dei mistici per un dialogo tra Oriente e Occidente, Macerata, Simple, 2011.
- Es begann mit einer Träne...Leben und Schriften der heiligen Camilla Battista von Varano OSC, Heiligenkreuz, B&B, 2012
- Falaschi Pierluigi, Battista e il suo tempo: tra Giulio Cesare Varano e Papa Alessandro VI, in Un desiderio senza misura. La santa Battista Varano e i suoi scritti, Atti della IV giornata di studio sull’Osservanza Francescana al femminile, 7 novembre 2009, Monastero Clarisse S. Chiara, Camerino, a cura di Pietro Messa, Massimo Reschiglian, Clarisse di Camerino, Assisi, Edizioni Porziuncola, 2010, pp. 13-26.
- Di Mattia Spirito Silvana, Una figura del francescanesimo femminile tra Quattrocento e Cinquecento: Camilla Battista da Varano (problemi e ricerche), in “Cultura e società nell'Italia medievale. Studi per Paolo Brezzi”, Roma, 1988, pp. 295-314 (Studi Storici, Fasc. 184-187, Vol. I).
- Feliciangeli Bernardino, Notizie e documenti sulla vita della beata Camilla-Battista Varano da Camerino, in “Picenum Seraphicum”, I (1915) V/VI, pp. 581-621, 721-741.
- Frugoni Chiara, Le mistiche, le visioni e l’iconografia: rapporti ed influssi, in "Temi e problemi nella mistica femminile trecentesca", Todi, 1983, pp. 5-45.
- Giannini Bruno, Storia di una principessa, Assisi, Edizioni Porziuncola, 1988.
- «In quella parte del libro de la mia memoria». Verità e finzioni dell’«io» autobiografico, a cura di Francesco Bruni, Venezia, Marsilio, 2003.
- Luzi Pietro, Camilla Battista da Varano. Una spiritualità fra papa Borgia e Lutero, Torino, Piero Gribaudi Editore, 1989, pp. 143-158.
- Maranesi Giacomo, Pittore del XVII secolo, in Devozione Ducale, dipinti del Monastero di Santa Chiara a Camerino, a cura di Pierluigi Moriconi e Stefano Papetti, Monte San Giusto, Comune di Monte San Giusto, 2019, p. 36.
- Marini Antonio Maria, Vita della beata Battista Varani fondatrice del venerabile Monastero di S. Chiara in Camerino, Camerino, Tip. Savini, 1882.
- The Mental Sorrows of Christ In His Passion, translated by Joseph Berrigan, University of Georgia, 1986 (online: http://monasticmatrix.osu.edu/node/51529)
- Naviguer dans la haute mer de Dieu. Opuscules spirituels, traduction par Cristiana Santambrogio, Paris, éditions franciscaines, 2010.
- Paciaroni Raoul, La Beata Battista Varano e la città di Sanseverino, in “Studia Picena”, LXXIII (2008), pp. 117-136.
- Papasogli Giorgio, Beata Camilla-Battista da Varano. Principessa e Clarissa di Camerino, Assisi, Edizioni Porziuncola, 1959, pp. 235-251.
- Passini Domenico - Aringoli Domenico, Beata Battista Varano. 1458-1524. Due biografie per celebrare Primo e Quarto Centenario della morte, Macerata, Banca dei Sibillini, 2008.
- Picciafuoco Umberto, Il Terz'Ordine francescano a Fermo dagli anni 1450 al 1506. L'opera della beata Camilla Battista Varano da Camerino (1458-1524), in “Picenum Seraphicum”, XVII (1984-1987), pp. 191-213.
- Serventi Silvia, Lo status questionis circa gli scritti di Battista Varano, in Un desiderio senza misura. La santa Battista Varano e i suoi scritti, Atti della IV giornata di studio sull’Osservanza Francescana al femminile, 7 novembre 2009, Monastero Clarisse S. Chiara, Camerino, a cura di Pietro Messa, Massimo Reschiglian, Clarisse di Camerino, Assisi, Edizioni Porziuncola, 2010, pp. 99-120.
- Silvano Simoncini O. f. m., Il mistero della Passione del N. S. Gesù Cristo nella spiritualità della beata Camilla Battista da Varano (1458-1524), Roma, Edizioni Francescane, 1972.
- Un desiderio senza misura. La santa Battista Varano e i suoi scritti, Atti della IV giornata di studio sull’Osservanza Francescana al femminile, 7 novembre 2009, Monastero Clarisse S. Chiara, Camerino, a cura di Pietro Messa, Massimo Reschiglian, Clarisse di Camerino, Assisi, Edizioni Porziuncola, 2010.
- I volti di una dinastia. I da Varano di Camerino, catalogo della mostra, Camerino, Palazzo Ducale, 21 luglio-4 novembre 2001, Milano, Federico Motta Editore, 2001.
- Zarri Gabriella, L’autobiografia religiosa negli scritti di Camilla Battista da Varano: «La vita spirituale» (1491) e le «Istruzioni al discepolo» (1501), in «In quella parte del libro de la mia memoria». Verità e finzioni dell’«io» autobiografico, a cura di Francesco Bruni, Venezia, Marsilio, 2003, p. 144.
- Luigi Padovese, La beata Camilla Battista da Varano, testimone di riconciliazione, in Forma Sororum 4/2010, pp. 195-196.
- Massimo Fusarelli, Camilla Battista da Varano. Una mistica per... il nostro tempo, Roma 2024.